# Mary Oneida Toups
Mary Oneida Toups (Meridian (Mississipi), 25 d'abril de 1928 – Nova Orleans, 1981) fou una ocultista estatunidenca. Com a fundadora i summa sacerdotessa de l'Ordre Religiosa de la Bruixeria, era coneguda com a "la Reina Bruixa de Nova Orleans". La seva ordre fou el primer aquelarre convertit en organització religiosa a l'estat de Louisiana. El 1975 publicà un manual d'ocultisme titulat Magick High and Low.

## Biografia
Toups va nàixer el 25 d'abril de 1928 a Meridian, Mississipi, filla d'Arthur Hodgin i Mary Ellen Killing. Es traslladà a Nova Orleans el 1968. Toups es casà amb Albert Toups, un francmaçó d'alt rang d'ètnia cajun, i obrí un bar a Decatur Street.
El 2 febrer de 1972 creà l'Ordre Religiosa de la Bruixeria, el primer aquelarre convertit en organització religiosa oficial a l'estat de Louisiana. L'ordre, que normalment es reunia a Popp Fountain, al City Park, practicava la màgia cerimonial occidental en lloc de la tradició vodú associada normalment a Nova Orleans. Després de 1972, Toups atragué l'atenció de l'escriptor Howard Jacobs, qui escrigué sobre ella a la seva columna Remoulade, després que ella defensés públicament la bruixeria a la que es vinculava amb un assassinat a Opelusas.
L'1 de setembre de 1970 obrí una tenda de bruixeria al barri francès i més tard n'obriria una segona. Toups també publicà l'obra ocultista Magick High and Low el 1975.
Toups morí el 1981, als 53 anys.

## Llegat
Toups és esmentada en el llibre de 1994  Under A Hoodoo Moon: The Life of the Night Tripper. També se l'esmenta al llibre the Living Dead, and Creatures of the Apocalypse, de Brad Steiger.
En el primer episodi d'American Horror Story: Coven, el personatge de Jessica Lange, Fiona Goode, fa referència a Toups i el seu aquelarre practicant la bruixeria a Popp Fountain, a City Park.